# Alain Lerond
Alain Lerond (* im 20. Jahrhundert; † 19. April 1989) war ein  französischer Romanist, Linguist, Dialektologe, Phonetiker und Mediävist.

## Leben und Werk
Lerond habilitierte sich 1963 mit den beiden Thèses L’habitation en Wallonie malmédienne (Ardenne belge). Etude dialectologique (Paris 1963, Bibliothèque de la Faculté de philosophie et lettres de l’Université de Liège 168)  und (Hrsg.) Edition critique des oeuvres attribuées au Chastelain de Couci, poète lyrique de la fin du XIIe siècle et du début du XIIIe siècle (Paris 1964). Er lehrte zuerst an der Universität Rennes 2, dann bis zu seinem Tod an der Universität Paris-Nanterre. 

## Weitere Werke
- (Hrsg.) Histoire de la langue, in: Langue française 10, 1971
- (mit Jean Dubois und René Lagane) Dictionnaire du français classique, Paris 1971
- (Mitarbeiter) Grand Larousse de la langue française en sept volumes, hrsg. von Louis Guilbert, René Lagane und Georges Niobey, 7 Bde., Paris 1971–1978 (Lerond ist Autor des historischen Teils)
- (Hrsg.) Les parlers régionaux, in: Langue française 18, 1973
- Dictionnaire de la prononciation, Paris 1980
- Patois, français régional et français central. Etude de quatre ethnotextes wallons ardennais (Malmedy) de générations différentes, Paris 1984
- Le Wallon et le français de Malmedy pendant le XXe siècle, Malmedy 1986